# 브리티시컬럼비아주
브리티시컬럼비아주(영어: Province of British Columbia, 프랑스어: Province de Colombie-Britannique, 문화어: 브리티쉬콜럼비아)는 캐나다의 최서단(最西端) 주로 태평양과 로키산맥 사이에 위치하고 있다. 2016년 인구조사에 따르면 인구 수는 4,648,055명이고, 캐나다에서 세 번째로 인구가 많은 주이다. 주도는 빅토리아이며 최대 도시는 남부의 항구 도시 밴쿠버이다. 2017년부터 존 호건(John Horgan)이 이끄는 신민당(New Democratic Party of British Columbia)이 소수정부를 운영하였고 2020년 선거에서 승리하여 과반정부를 운영하고 있다.
브리티시 컬럼비아 땅의 대부분은 북아메리카 본토에 속하지만 큰 섬인 밴쿠버섬이 있고 작은 섬들도 많다. (주의: 밴쿠버는 육지에 위치하고 빅토리아 시는 밴쿠버섬에 있다.) 밴쿠버에는 아시아와 유럽에서 이민온 사람과 영어를 배우러 온 유학생들도 많다.
주요 산맥은 로키산맥과 코스트 산맥이다. 주요 강에는 프레이저강·컬럼비아강·스키나강·피스강 등이 있다. 서북쪽으로는, 미국의 알래스카주와, 유콘 준주, 북동쪽으로는, 노스웨스트 준주, 동쪽으로는, 알버타주, 남쪽으로는, 미국의 몬태나주와 아이다호주, 워싱턴주와 접한다.

## 역사

### 초기 역사
브리티시컬럼비아 지방에 유럽인들이 도착하기 오래 전에 이 지방에는 선주민(先住民)들이 살았다. 북부에 아사바스칸 족들과 남부 내륙 지방에 살리시 족은 유럽인들의 도착 시기에 가장 다수의 단체들이었다. 그러나 하이다 족, 크와키우틀 족, 누트카 족과 치미시안 족들은 가장 부유하고 진보적이었다. 그들은 해안을 따라 살았고, 식량을 위하여 고래, 해달, 연어와 넙치를 잡았다. 이 인디언들은 위대한 예술적 기능을 개발하고 그들이 새긴 토템 폴은 오늘날 관광객들의 목적지이다. 내륙 지방의 선주민(Indigenous peoples)들은 사냥을 하거나 큰 강들을 따라 물고기 잡이를 하였다. 그들은 겨울 피난처를 위하여 땅에서 용골 집들을 파냈다. 이 집들은 땅과 덮어진 나무로 만든 지붕들이 있었다. 여름 동안에 선주민들은 섬유 돗자리 혹은 가지들과 함께 덮어진 막대기 틀 구조인 돗자리 오두막에 살았다.

### 유럽인의 접촉
1774년 후안 페레스 아래의 스페인 함대가 현재의 브리티시컬럼비아 주인 지방을 봤으나 상륙하지 않았다. 페레스와 그의 선원들은 브리티시컬럼비아를 보는 데 알려진 첫 유럽인들이었다. 잉글랜드의 탐험가 제임스 쿡은 이 지방에 상륙한 첫 유럽인이 되었다. 1778년 그는 밴쿠버섬의 서해안에 누트카 사운드로 들어가는 데 2대의 영국 함선을 지도하였다. 쿡은 태평양에서 대서양으로 향하는 통행을 추구하였다. 그의 선원들은 해달의 살을 위하여 선주민에게 의류, 구슬과 칼을 교역하고, 중국과 유럽에서 해달 살을 팔았다. 1786년으로 봐서 영국인들은 선주민(Indigenous peoples)과 융성하는 모피 교약을 가졌다.

### 누트카 사운드 논쟁

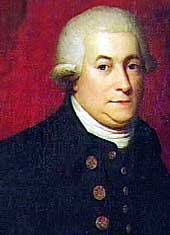
조지 밴쿠버

1789년 스페인인과 영국인들 사이에 누트카 사운드 논쟁이 일어났다. 스페인은 페레스의 항해 때문에 누트카 사운드 지역을 주장하였고, 스페인과 포르투갈 사이에 조약들 때문에 경계의 선의 서부에 있는 모든 대지를 스페인에게 주었다. 스페인인들은 자라나는 영국의 무역에서 경계되었다. 그들은 누트카 사운드에서 몇몇의 영국 배들을 붙잡아, 두나라는 거의 전쟁으로 들어갈 뻔하였다. 논쟁은 1790년 누트카 회의에 의하여 진정되었다. 소유권은 미해결 된 채 남아있었으나 영국인과 스페인인들은 동등한 교역 권리들을 받았다.
잉글랜드의 탐험가 조지 밴쿠버는 오리건에서 알래스카까지 태평양 해안의 3년간 측량에 1792년에 착수하였다. 이 항해에 그와 그의 선원들은 많은 후미와 다른 해안 특색들에 이름을 지었다.

### 육로의 모피 교역인들
동부 캐나다에서 온 스코틀랜드의 모피 교역인 알렉산더 매켄지는 1793년 로키산맥을 가로질러 태평양에 도달하였다. 모피를 교역하는 노스웨스트 회사의 2명의 다른 회원들 사이먼 프레이저과 데이비드 톰슨은 1805년과 1807년 각각 따라갔다. 프레이저와 톰슨은 동부 캐나다로부터 서부로 오면서 모피 교역지들을 열었다. 그들의 교역지들의 지점은 캐나다의 육로 모피 교역로가 되었다. 1808년 프레이저는 자신의 이름을 딴 강을 탐험하였다. 톰슨은 1811년 컬럼비아강의 입구에 도달하였다.

### 국경의 논쟁
1821년 후에 권력적인 영국의 교역 상사 허드슨 베이 회사는 브리티시컬럼비아에서 모피 교역을 통치하였다. 회사는 또한 오늘날의 워싱턴주과 오리건주를 구성하는 지역에서 모피 교역을 통치하기도 하였다. 1830년대 후반과 1840년대 초반 동안에 많은 미국인 정착자들이 이 지방의 남부에 이주해 들어왔다. 그들은 영국 회사의 권위를 인정하는 데 거부하고 이 지역에서 정부를 설립하는 데 미국에 요청하였다.
미국에서 민주당원들은 1844년 대통령 선거 운동에서 이 지역에 미국을 위한 주장들의 발행을 만들었다. 그들은 위도 54도 40선 만큼 멀리 북부로 태평양 해안에 영토를 원하였다. 그들은 "54 40 아니면 싸운다"라는 슬로건을 만들어냈다. 영국인들은 로키산맥으로부터 컬럼비아강까지 49선을 따라가는 데, 그러고나서 남부와 서부에서 강을 따라가는 데 영국 영토의 남부 경계를 원하였다. 이 일은 현재의 워싱턴주 서부의 전부를 영국에 주려 하였다. 민주당원들이 선거를 이기고 제임스 K. 포크는 대통령이 되었다. 그는 타협을 제안하였고 1846년 두 나라가 조약을 맺었다. 이 조약은 밴쿠버섬을 제외한 전부의 영국 영토를 위한 남부 경계로서 49선을 세웠다. 영국인들은 49선의 남부에 놓인 밴쿠버섬을 간직하였다.

### 식민지 기간
1843년 허드슨 베이 회사는 포트 빅토리아(현재의 빅토리아)를 창립하였다. 1849년 영국 정부는 밴쿠버섬의 식민지화를 위하여 회사에게 책임을 주었다. 1851년 회사의 공무원 제임스 더글러스가 식민지의 총독이 되었다. 더글러스는 1856년 밴쿠버섬의 입법부 회의를 설립하였다.
1850년대 프레이저강에서 금의 발견이 1858년에 행운 사냥꾼들의 수천명을 영토로 데려왔다. 그들은 샌프란시스코로부터 보트를 타고 와 공급물들을 사러 포트 빅토리아로 몰려들었다. 그들은 말과 수레를 타거나 걸으면서 육로에 왔다.
본토 지방에 자신들의 보유를 강하게 하는 데 영국인들은 1858년 브리티시컬럼비아 식민지를 형성하였다. 1859년 수도는 뉴웨스트민스터에서 서립되었다. 더글러스는 본토 식민지의 총독이 되고, 또한 지속적으로 밴쿠버섬의 총독을 지냈다. 뉴웨스트민스터는 1868년 빅토리아가 대체할 때까지 수도였다.
식민주의자들은 자신들이 미국에 합병을 위하여 신청을 해야하나 혹은 새로운 캐나다 자치령에서 주가 되느냐에 토론을 하였다. 1871년 그들은 연방 정부가 브리티시컬럼비아를 동부 캐나다와 함께 잇는 데 철도를 지을 상태에서 캐나다의 일부가 되는 데 동의하였다. 존 포스터 매크레이트는 브리티시컬럼비아주의 초대 주지사가 되었다.

### 주로서의 향상

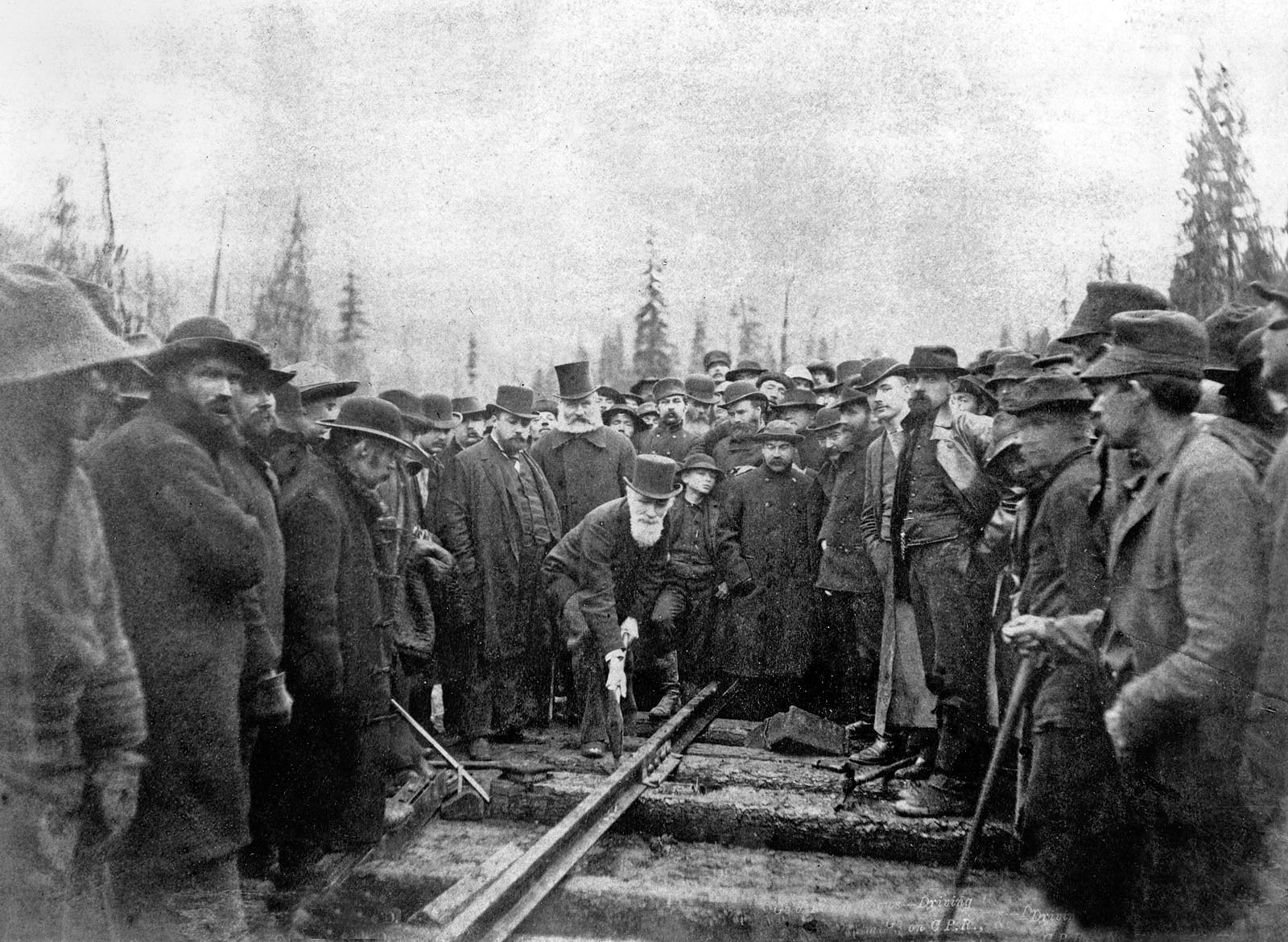
대륙횡단철도의 완공

자치령과 연합은 처음에 불행복적이었다. 정부는 10년 안에 대륙횡단철도를 건설하는 데 약속을 하였다. 그러나 건설은 1881년까지 시작되지 않았고, 서서히 착수하여 계속되었다. 연기는 자치령으로부터 탈퇴하는 데 위협을 받은 브리티시컬럼비아 주민들을 지루하게 하였다. 철도는 1885년에 주에 도달하였다.
이 젊은 주는 곧 거대한 빚으로 들어갔다. 소비는 세입의 위로 멀리 달하였다. 많은 주민들은 흩어진 인구와 함께 산의 지역을 다스리는 비용이 높을 것이라고 믿었다. 브리티시컬럼비아주의 주지사 리처드 맥브라이드는 협력의 의문에 대하여 자치령과 상의하였다. 1906년 다른 주들은 10만 달러의 해마다 지불에서 자치령으로부터 1백만 달러를 받아야 한다는 동의를 하였다.
철도 길들은 1910년과 1920년 사이에 주의 어떤 중부 지역들을 열었다. 철도는 재목 진영, 광업, 농업과 산업들의 개발을 서둘렀다. 브리티시컬럼비아 주의 수산업은 캐나다에서 가장 커졌다. 주는 또한 제재소 제품과 아연과 납의 생산에서 지도적이 되었다. 이미 캐나다 퍼시픽 철도를 위한 서부 터미널이 된 밴쿠버는 1914년 파나마 운하가 개장된 후 지도적인 세계 항구가 되었다. 운하는 곡식, 재목과 생선 제품들을 배에 실어 유럽과 미국 동부로 나르는 데 더욱 싼 방향을 마련하였다.

### 1900년대 중반

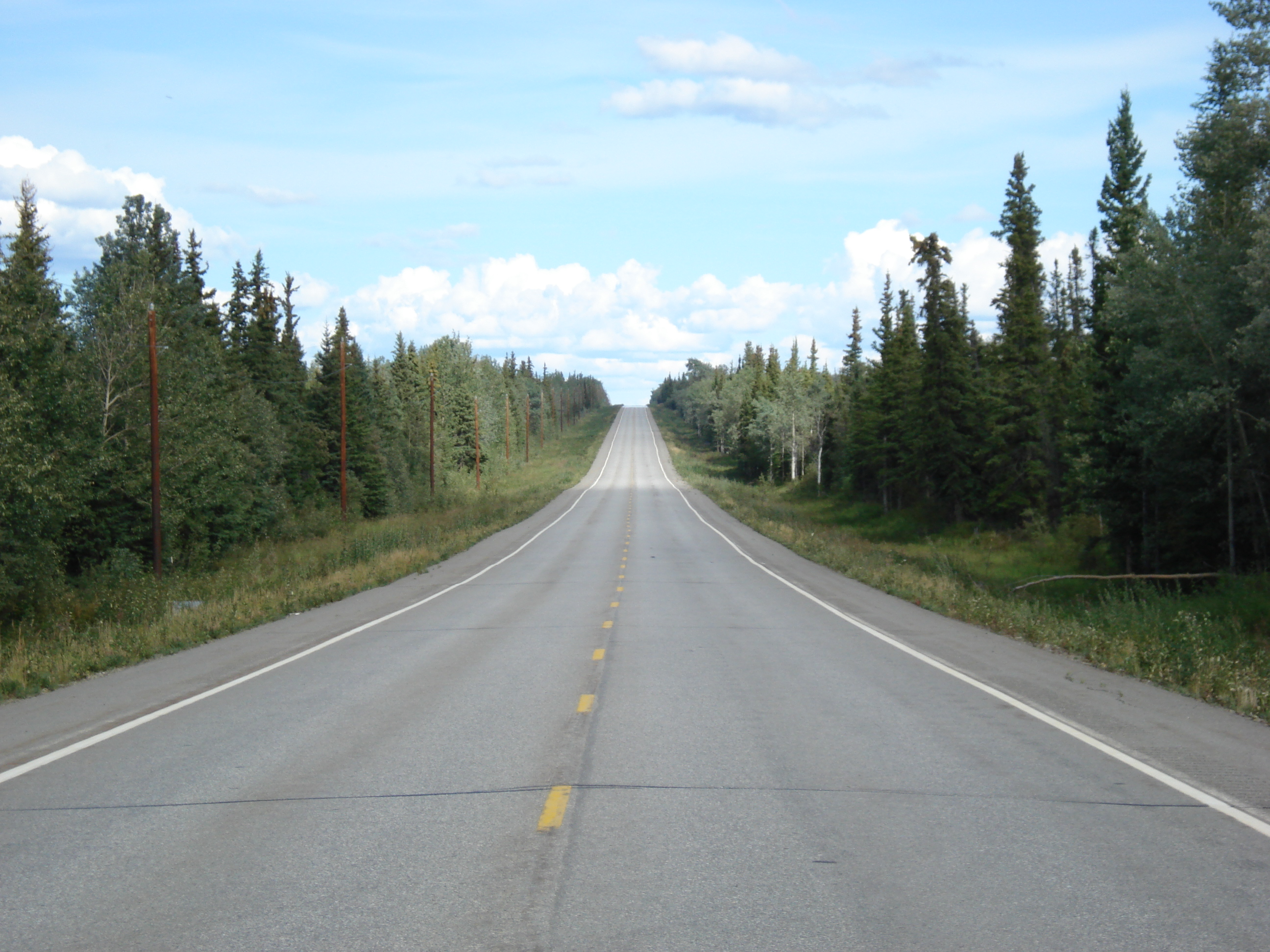
알래스카 간선 도로

1900년대 중반은 브리티시컬럼비아주에서 위대한 향상의 세월이었다. 넓게 퍼진 개발이 주의 북부에서 일어났다. 1,422 마일(2,288 킬로미터)의 알래스카 간선 도로가 1942년에 개장되었다. 간선 도로는 브리티시컬럼비아주 도슨 크리크에서 알래스카주 페어뱅크스로 지속적으로 북부로 향하는 다른 간선 도로와 이어지는 알래스카주 정크션으로 뻗어있다.
1951년 천연가스와 석유가 주의 피스강 구역에 있는 포트세인트존 근처에서 발견되었다. 파이프라인의 건설이 주를 통하여 산업적 확장을 밀어올렸다. 케마노 수력발전 프로젝트는 1954년 키티매트에서 운영되기 시작한 알루미늄 공장으로 전력을 주는 데 네차코강의 흐름을 전환하였다. 1958년 피스강 구역으로 향하여 북부로 뻗은 퍼시픽 그레이트 이스턴 철도가 완공되었다.
1964년 퍼시픽 그레이트 이스턴 철도는 서밋 호에서 내륙 지방의 포트세인트제임스로 지선을 세웠다. 이 선은 거의 쓰이지 않은 대지를 벌목과 광업들로 열었다. 이전으로 벌목은 서부 해안에 중심을 잡았고, 나무의 거의는 재목을 위하여 쓰여졌다. 1960년대 동안에 내륙의 산림들은 나무의 중요한 근원이 되었다.
1960년대에 브리티시컬럼비아주는 정착과 상업적 개발을 위하여 주의 새로운 부분들을 열었다. W. A. C. 베넷의 사회적 신용설 정부는 장기적 개발 프로그램들의 연속을 후원하였다. 주요 프로젝트인 피스강에 수력발전 댐이 1968년에 운영을 시작하였다.
1964년 캐나다와 미국은 컬럼비아강 유역에 4개의 댐(각각 3개와 1개)의 건설을 요구한 컬럼비아강 조약을 찬성하였다. 1967년 덩컨 댐이 완공되었고, 1969년 휴 킨리사이드 댐이 헌납되었다. 1972년 리비 댐이 몬태나주 북서부에서 운영되기 시작하였고, 1973년 마이카 댐이 완공되었다.

### 1900년대 후반

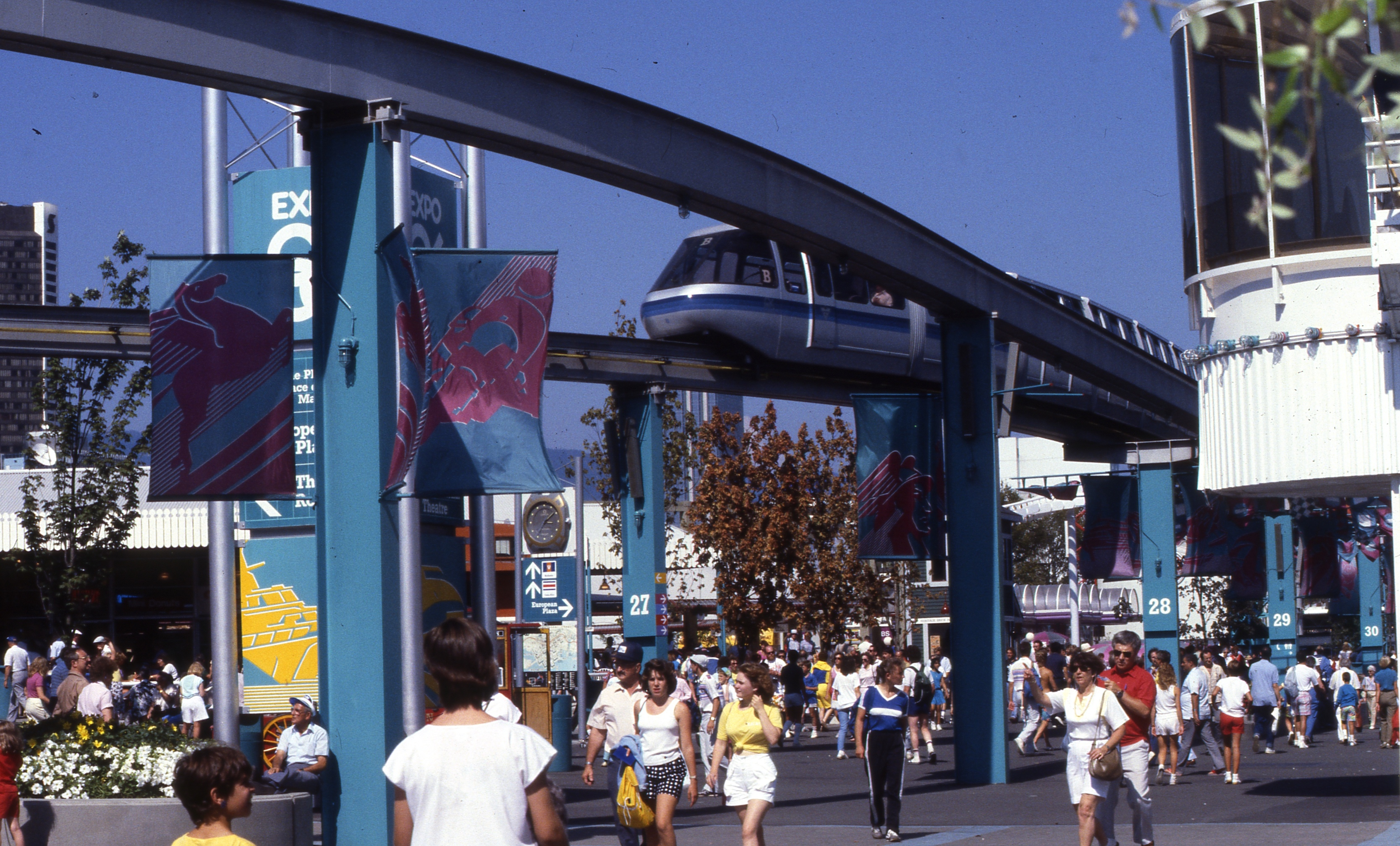
밴쿠버에서 열린 엑스포 '86

일본과의 무역은 1970년대 동안에 브리티시컬럼비아주의 경제에 더욱 나가서의 번창을 가져왔다. 이전으로 브리티시컬럼비아주는 그 주요 시장들을 위하여 동부의 주들과 미국에 시선을 돌렸다. 1968년 브리티시컬럼비아주에서 석탄 회사가 15년의 기간에 석탄의 대략 5천만 톤을 일본에 수출하는 데 동의서에 서명하였다. 1970년 석탄 운송을 다루는 데 주와 연방 정부들에 의하여 지어진 항구는 밴쿠버 남부의 로버츠 뱅크에 열었다. 1980년대에 텀버 리지 근처에 있는 주의 북동부에 석탄 매장량들이 일본 시장을 공급하려고 개발되었다.
1971년 퍼시픽 그레이트 이스턴 철도가 북동부에서 포트넬슨에 도달하였다. 철도선은 지역의 자연 자원들의 개발을 위하여 길을 열었다. 1972년 그 이름은 브리티시컬럼비아 철도 회사로 바뀌었다. 회사는 2000년대 초반에 CN 레일로 화물 운영들로 넘겨졌다.
1972년 브리티시컬럼비아주의 투표인들은 주의 첫 사회민주적 정부를 선출하였다. 신민주당의 데이비드 바레트는 새 정부를 지휘하였다. 1973년 주의 입법부는 보험과 펄프와 종이 산업들에서 개인적 상사들과 경쟁하는 데 정부 소유의 주식회사들을 세웠다. 1975년부터 1991년까지 사회 신용당이 다시 브리티스컬럼비아주를 다스렸다. 1991년 신민주당이 선거에서 이겼다. 신민주당은 2001년 BC 자유당[British Columbia Liberal Party(캐나다 자유당과 관련 없는 정당)]이 큰 승리를 거둘 때까지 주를 다스렸다.
세계적으로 넓은 통신과 교통 기술들의 박람회인 엑스포 '86가 1986년 밴쿠버에서 열렸다. 그 일은 주에서 관광업을 촉진시키는 도움을 주었다. 1900년대 후반에 호프, 캠루프스와 오캐너건강 유역 사이에 간선 도로들의 건설이 남부 내륙 지방의 개발에 공헌하였다.

### 최근의 발전
2000년 캐나다 정부는 주의 니스가 족 선주민(Indigenous peoples)들의 의한 대지 주장을 진정시킨 니스가 조역을 비준하였다. 조약은 돈과 다른 경제적 이득들은 물론 주의 북부에 있는 대지의 대략 775 스퀘어 마일(2,000 스퀘어 킬로미터) 이상의 니스가 족의 통치를 승인하였다. 또한 니스가 족을 위한 자치적 정부의 형성을 위한 마련을 하기도 하였다. 브리티시컬럼비아주에서 대략 50개의 다른 선주민(indigenous peoples)다네들도 또한 캐나다와 주와 함께 조역들을 협상하려고 노력하고 있다.
2003년 국제 올림픽 위원회는 2010년 동계 올림픽의 개최지로서 밴쿠버를 선택하였다. 휘슬러의 스키 리조트가 많은 종목들을 개최하였다.

## 경제

### 서비스업

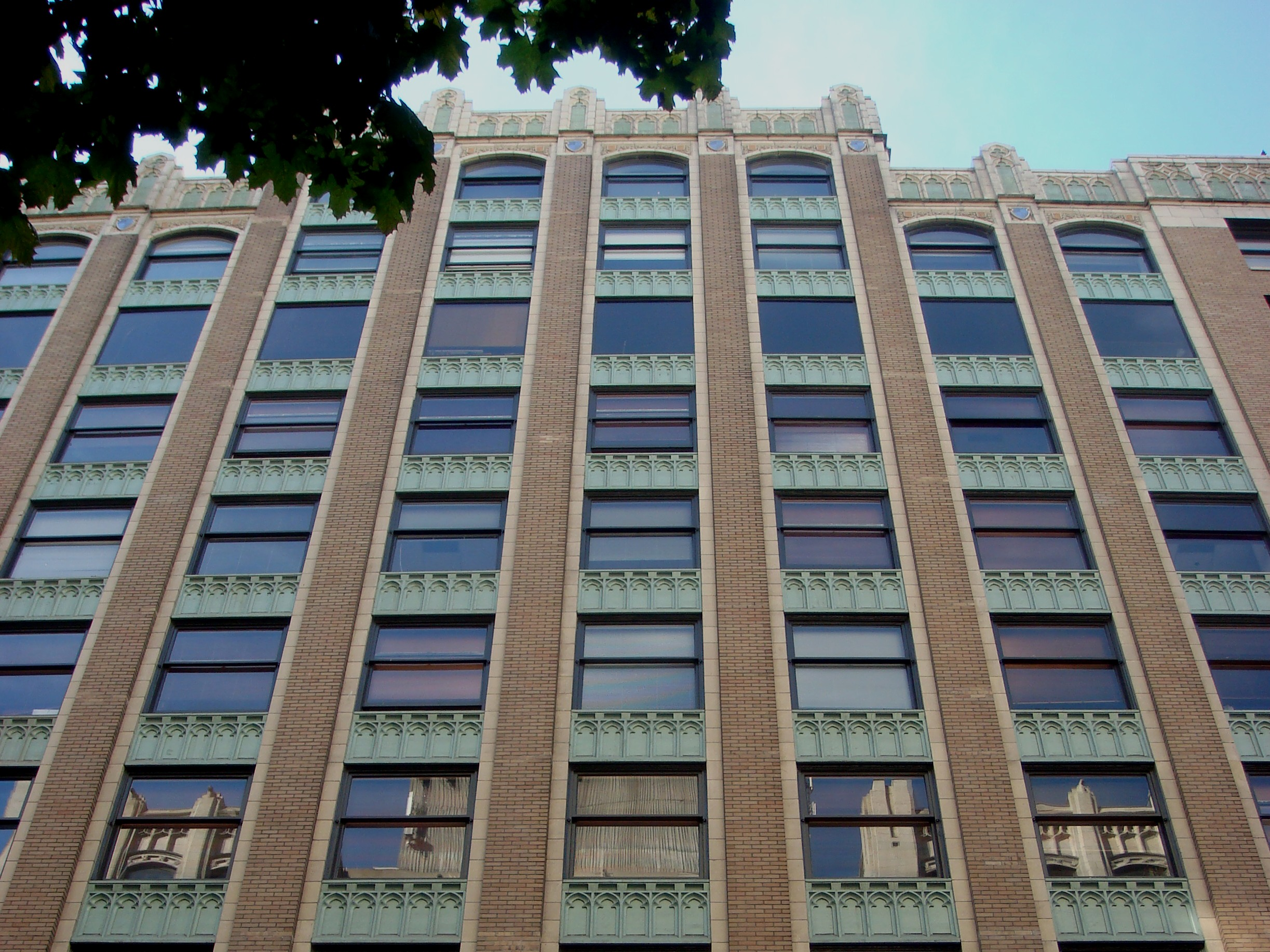
밴쿠버 증권거래소

서비스업은 브리티시컬럼비아주 국내총생산의 대략 4분의 3과 고용의 대략 5분의 4를 차지한다. 많은 이 산업들은 주의 주요 도시들, 특히 밴쿠버에 있다.
밴쿠버 지역은 캐나다 서부의 지도적인 금융의 중심지이다. 밴쿠버는 또한 주의 지도적인 무역과 교통 산업의 중심지이다. 주 정부의 활동들은 주도인 빅토리아에 중심을 잡고 있다.

### 제조업
제조업은 밴쿠버 지역에 집중되어 있다. 브리티시컬럼비아주의 제조업의 거의는 그 임업과 농업 생산품을 가공하는 데 봉납된다.
브리티시컬럼비아주의 산림은 주의 지도적인 제조품들인 목재와 종이 제품들의 제조를 위하여 쓰여진다. 브리티시컬럼비아주는 목재와 종이 제품들의 제조에서 미국과 캐나다의 주들을 이끌고 있다. 목재 제품들을 만드는 어떤 회사들은 자신들의 큰 제재소의 옆으로 대고 제지 공장을 운영한다.
식품과 음료 가공업도 또한 중요하다. 공장들은 낙농제품, 생선, 과일과 채소, 그리고 정육의 큰 양을 가공한다. 브리티시컬럼비아주에서 제조되는 제품들의 다른 타입들은 컴퓨터 비품, 콘크리트, 산업적 기계, 초기 금속 생산품과 교통 수단을 포함한다.

### 광업

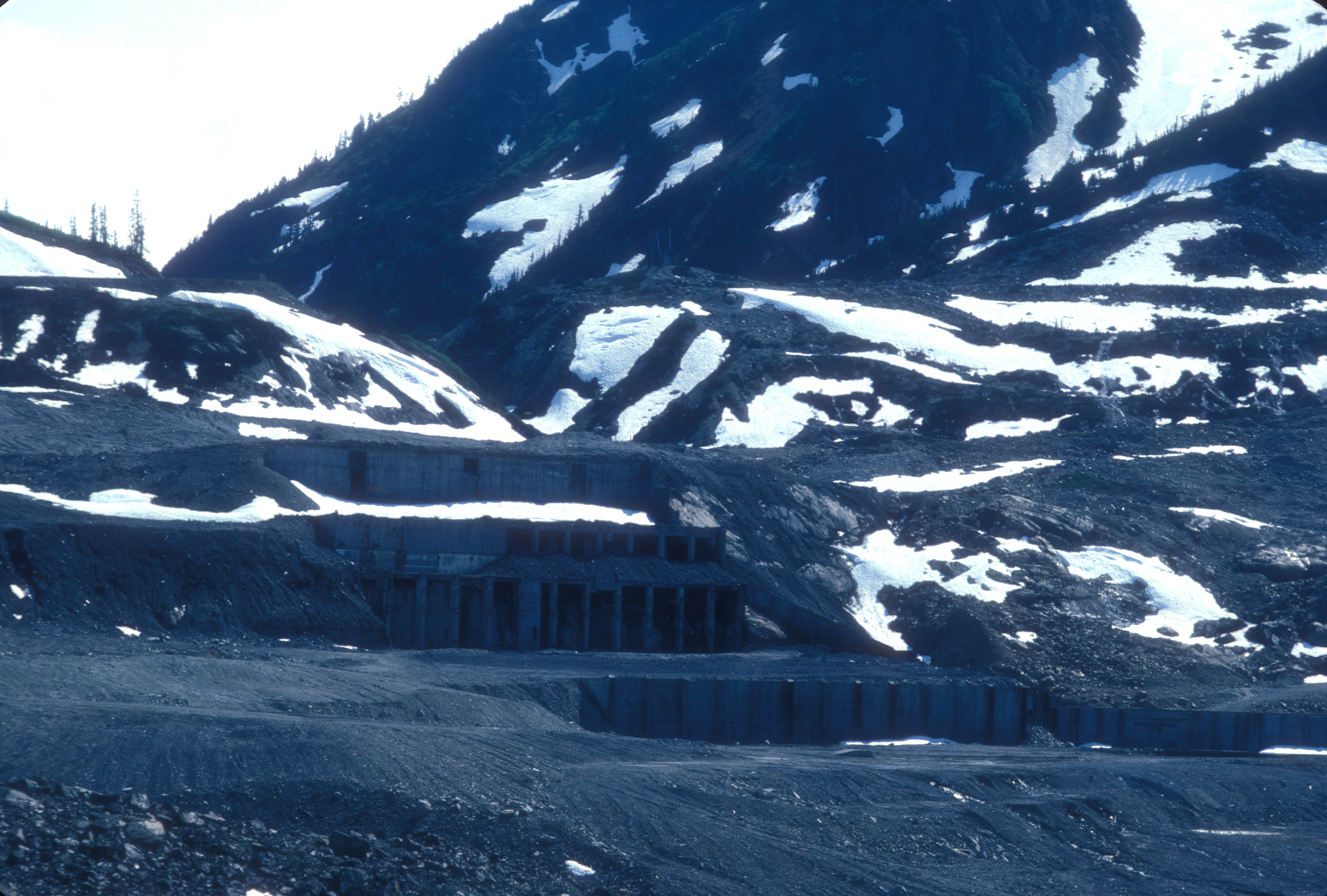
스튜어트에 있는 그랜드덕 구리 광산

천연가스는 브리티시컬럼비아주에서 광업 소득의 지도적인 근원이다. 천연가스는 주의 북동부에서 체굴된다. 석탄과 구리도 또한 중요하다. 석탄은 주의 남동부 지역과 도슨 지류의 남서부에서 체굴된다. 구리는 내륙 지방과 밴쿠버섬에서 채굴된다.

### 임업
산림들은 브리티시컬럼비아주의 절반 이상을 덮고 있다. 상록수의 숲들은 산림 지대의 대부분을 차지한다. 재목의 대부분은 내륙 지방에서 왔으며, 어떤 재목들은 해안 지역으로부터 왔다. 브리티시 콜롬비아의주도는 빅토리아이다(victoria)

### 농업
브리티시컬럼비아주의 농산물 생산의 대부분은 주의 남부 절반에 있다. 쇠고기, 낙농제품, 온실 채소, 종묘 산품과 가금류 산품들은 주의 농장 소득의 지도적인 근원들 중에 있다.
프레이저강 유역은 브리티시컬럼비아주의 가장 집중된 농업 지방이다. 낙농제품, 달걀, 돼지, 가금류와 채소는 거기서 생산되는 중요한 일용품이다. 중부 내륙 지방은 소의 산업으로 알려졌다. 소, 카놀라와 사료와 더불어 주의 곡식의 대부분은 피스강 지역에서 생산된다.

### 수산업
브리티시컬럼비아주는 상업적 수산업에서 중요한 주이다. 양식과 야생 연어는 주의 물고기 잡이의 가치의 대략 절반을 차지한다.

## 주민

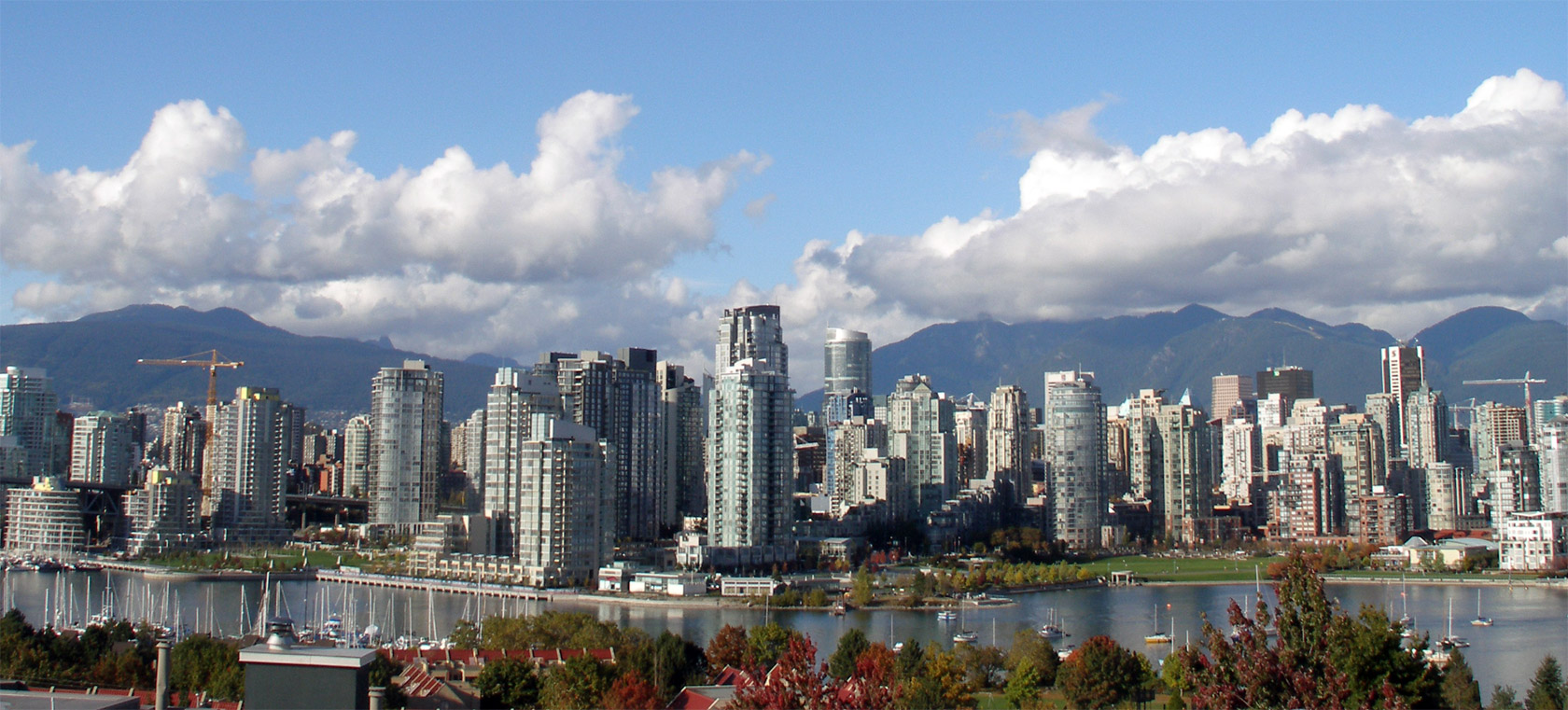
밴쿠버의 스카이라인

2016년 캐나다 통계청은 브리티시컬럼비아주의 인구가 4,648,055명이라고 보고하였다.
브리티시컬럼비아주의 남서부는 주의 가장 거대한 인구를 가진 부분이다. 브리티시컬럼비아 주민의 대략 절반은 밴쿠버 메트로폴리탄 지역에 산다. 이 지역과 애버츠퍼드, 켈로나와 빅토리아 메트로폴리탄 지역들은 캐나다 통계에 의하여 밝혀지면서 인구 조사 메트로폴리탄 지역들이다.
브리티시컬럼비아주의 가장 큰 도시인 밴쿠버는 프레이저강의 입구 근처에 위치하고 있다. 밴쿠버는 주요 항구이며 중요한 비지니스와 금융의 중심지이다. 많은 주의 다른 공동체들은 밴쿠버 메트로폴리탄 지역 안에 있다. 이 공동체들은 버너비, 코퀴틀람, 리치먼드와 서리를 포함한다. 주도인 빅토리아는 밴쿠버섬에 있다. 빅토리아에는 많은 정원, 구부러진 거리와 국회 건물들이 있다. 캠룹스(Kamloops)와 프린스조지는 밴쿠버 지역의 북부에서 가장 큰 도시들이다. 오카나간호(Okanagan Lake) 유역에 있는 켈로나는 빠르게 번창하는 공동체이다.
브리티시컬럼비아 주민의 대략 75 퍼센트는 캐나다에서 태어났다. 다른 나라들에서 온 가장 큰 단체들은 중국, 영국과 인도에서 왔다. 주의 가장 큰 민족 단체들은 중국, 잉글랜드, 프랑스, 독일, 아일랜드와 스코틀랜드 계통의 주민들이다. 주에서 대략 195,000명의 주민들은 선주민(Indigenous peoples) 혹은 이누이트 족의 혈통이다.

## 정치
브리티시 컬럼비아의 현직 주지사는 존 호건이다. 2020년 BC주 총선거에서 브리티시컬럼비아 신민당(BC NDP)이 57석, 브리티시컬럼비아 자유당(BC Liberals)이 28석, 브리티시컬럼비아 녹색당(BC Greens)이 2석을 차지하였다.